# Christuskerk (Kopenhagen)
De Christuskerk  (Deens: Kristkirken) is een parochiekerk van de Deense Volkskerk in het district Vesterbro in Kopenhagen. Het kerkgebouw is ontworpen door de architect Valdemar Koch en werd voltooid in 1900. Koch ontwierp in deze tijd meer kerken en de Christuskerk was de eerste die werd geopend in de snel groeiende buurt om de druk op de Mattheuskerk te verlichten. De stijl van de kerk is beïnvloed door de romaanse kerkenarchitectuur in Italië.

## Geschiedenis

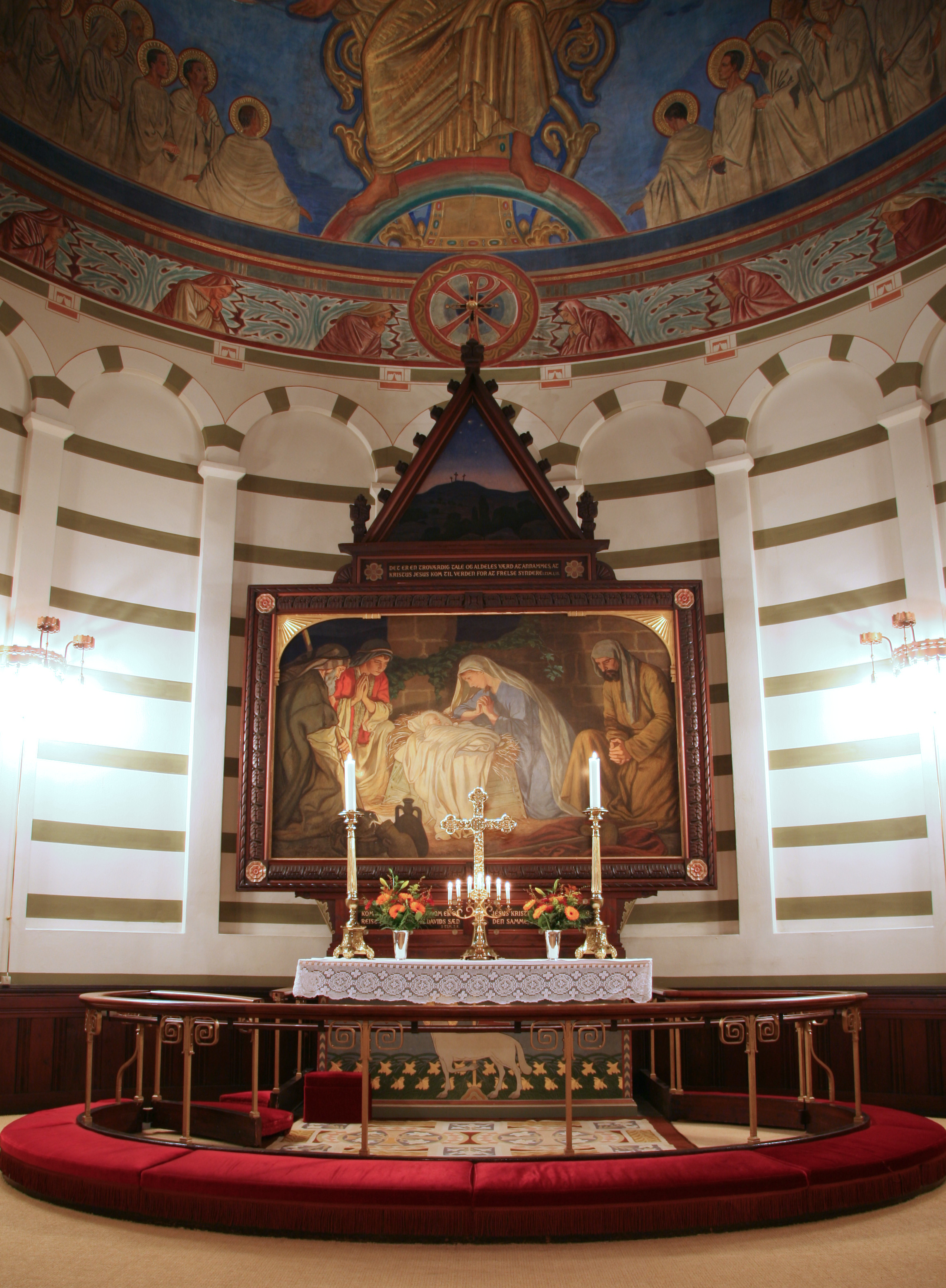
Altaar

De in 1880 ingewijde Mattheuskerk was de eerste kerk die werd gebouwd in Vesterbro, maar tegen het einde van de eeuw was de bevolking van de parochie al gegroeid tot 70.000 bewoners en het was duidelijk dat er nieuwe kerken moesten worden gebouwd.
De tweede kerk werd de Christuskerk. Het was het resultaat van een initiatief van Th. Løgstrup, een predikant uit Fredericia in Jutland. Hij had gehoord van het tekort aan kerken in de snel groeiende hoofdstad en vond dat predikanten uit het hele land de hoofdstad een kerk zouden moeten schenken. Hij begon een inzameling in 1893 en in 1898 was er voldoende geld binnen om de bouw te beginnen op een stuk bouwgrond, dat de stad voor dit doel gratis ter beschikking stelde. De architect Valdemar Koch kreeg de opdracht om het ontwerp voor de kerk te maken en op 29 maart 1898 werden de voorbereidingen getroffen voor de bouw.
De nieuwe kerk werd op 6 mei 1900 ingewijd tijdens een plechtigheid die werd bijgewoond door onder anderen. koning Christiaan IX en ongeveer 100 voorgangers uit het hele land. De bouwkosten bedroegen 142.000 Deense kronen.
In de jaren 1963-1964 werd de kerk gerestaureerd.

## Architectuur
Het kerkgebouw betreft vooral een neoromaans ontwerp met invloeden van de romaanse kerkenarchitectuur in Italië. Valdemar Koch beweerde zich niet te hebben gebaseerd op een specifiek kerkgebouw, maar het ontwerp kent overeenkomsten met de kathedraal van Spoleto in Spoleto ten noorden van Rome.
De kerk kent een noordelijke oriëntatie en werd gebouwd van gele baksteen, maar de zuidelijke voorgevel is bekleed met kalksteen en heeft accenten van groen geglazuurde stenen. Op de zuidwestelijke hoek van het gebouw staat de toren. Boven de loggia is de gevel voorzien van een vijftal rondboogvensters die naar het midden van de driehoekige gevel hoger worden. Een knielende engel van Thomas Bærentzen siert de top van de gevel. Hij ontwierp ook de engelen op de loggia, de twee dierfiguren tussen de ramengroep en de vijf reliëfs van het Lam Gods en de symbolen van de evangelisten aan de sokkel van de toren.
Rechts van de kerk bevindt zich een korte muur met twee arcades die de kerk verbindt met het aangrenzende gebouw. De eerste poort leidt tot de toegang van het kerkelijk bureau, terwijl de tweede poort naar een binnenhof leidt.

## Interieur
Het kerkgebouw bestaat uit drie beuken. De smalle zijschepen worden van het middenschap gescheiden door arcades met zuilen die galerijen dragen. Het iets verhoogde koor en heeft achter de rondboog een nis met een halve koepel. De fresco's in de koepel zijn geschilderd door Johannes Kragh. Het altaarstuk stelt de geboorte van Jezus voor en werd in 1903 geschilderd door Axel Helsted. Het romaanse doopvont komt oorspronkelijk uit de kerk van Virring, Jutland, en werd geschonken door de predikanten van Jutland. De doopschaal is een ontwerp van Lorenz Frølich.
Het orgel van de kerk is in 1936 geplaatst door I. Starup & Søn. Het heeft 36 registers, twee manualen en een zelfstandig pedaal. Een deel van de pijpen is afkomstig van het eerste orgel van dezelfde orgelbouwers dat vanaf 1900 in de kerk stond en in 1903 en 1916 werd uitgebreid.

## Afbeeldingen

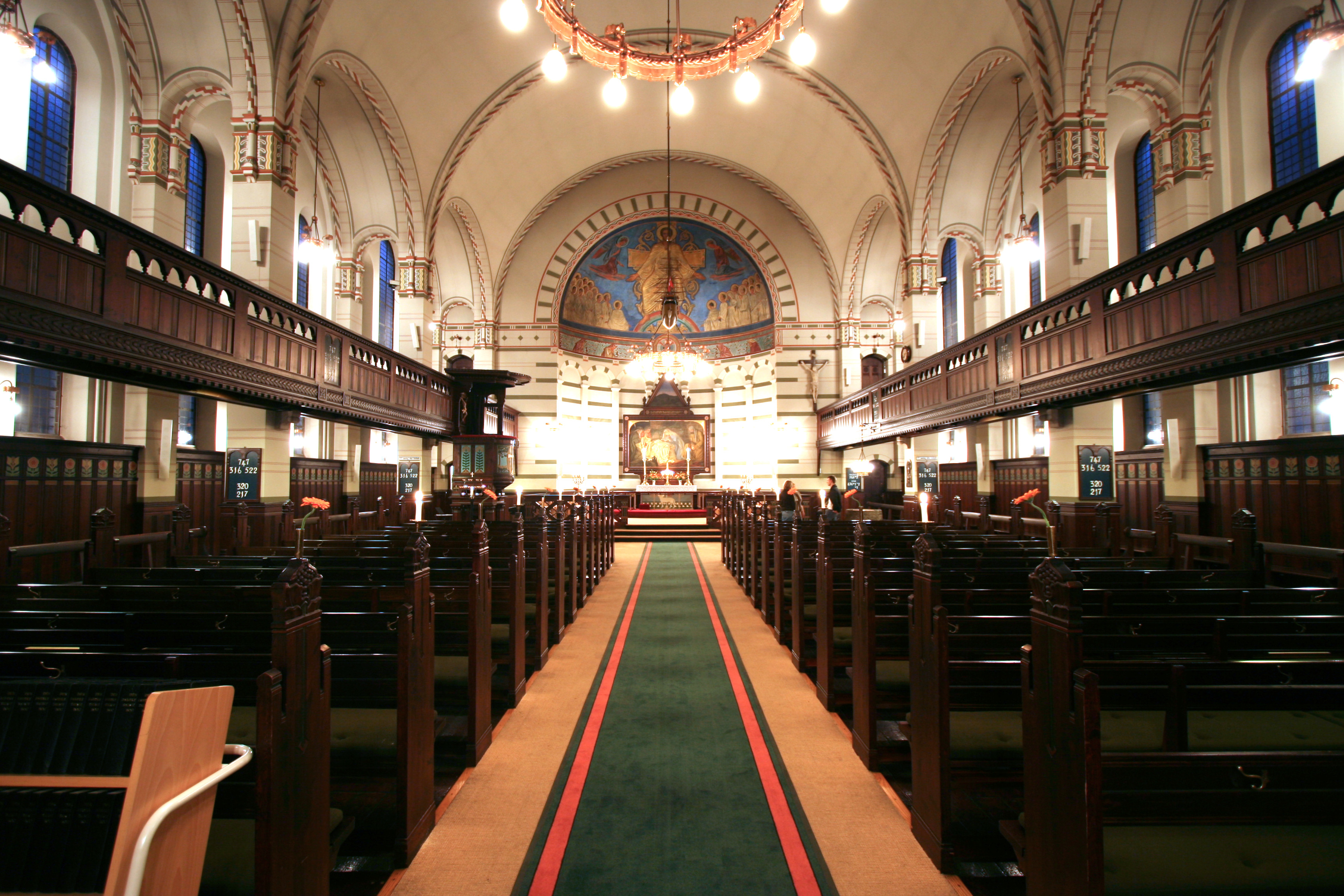
Interieur
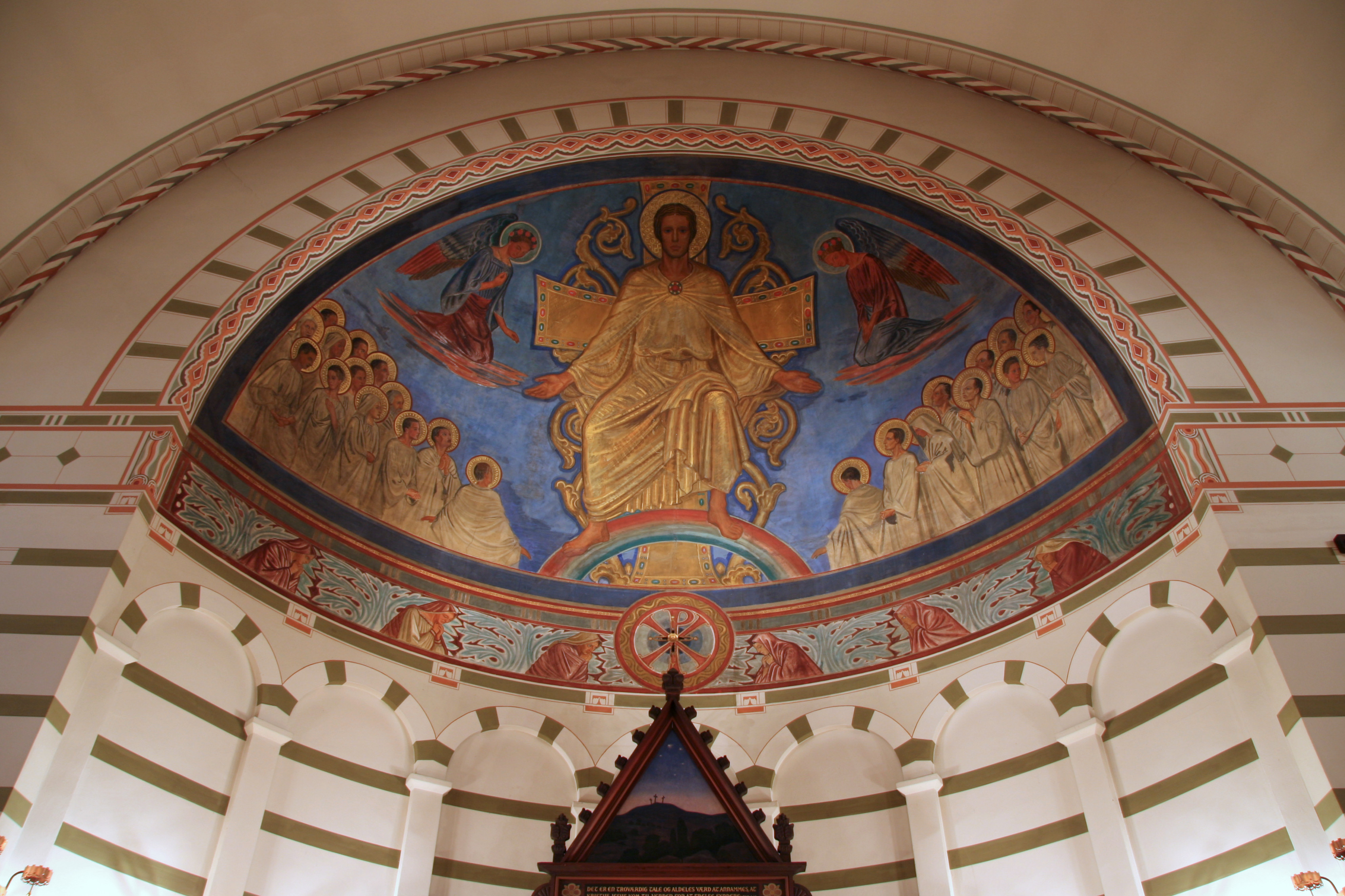
Koepelfresco van Johannes Kragh
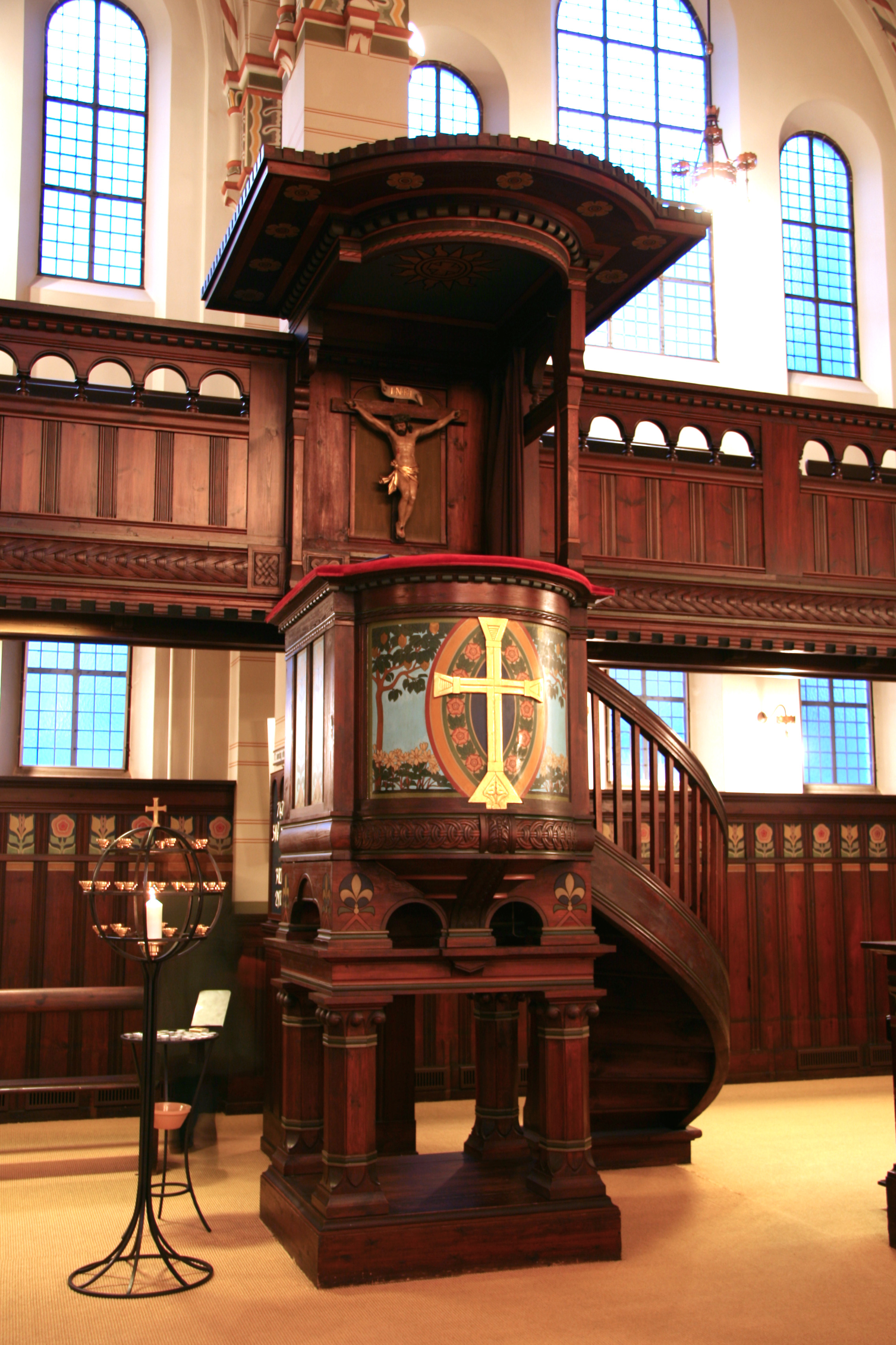
Preekstoel
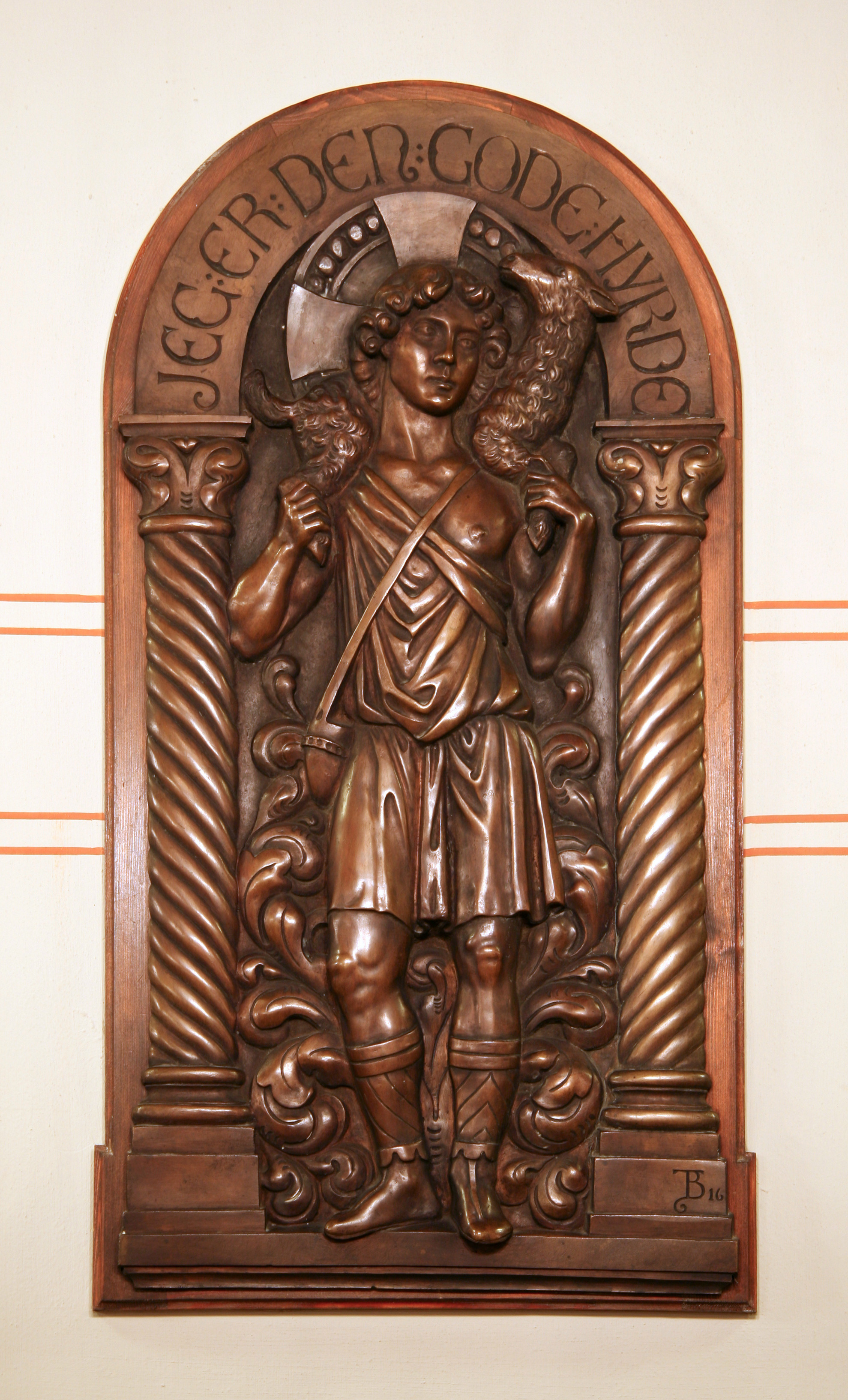
Reliëfs van de Goede Herder bij het doopvont
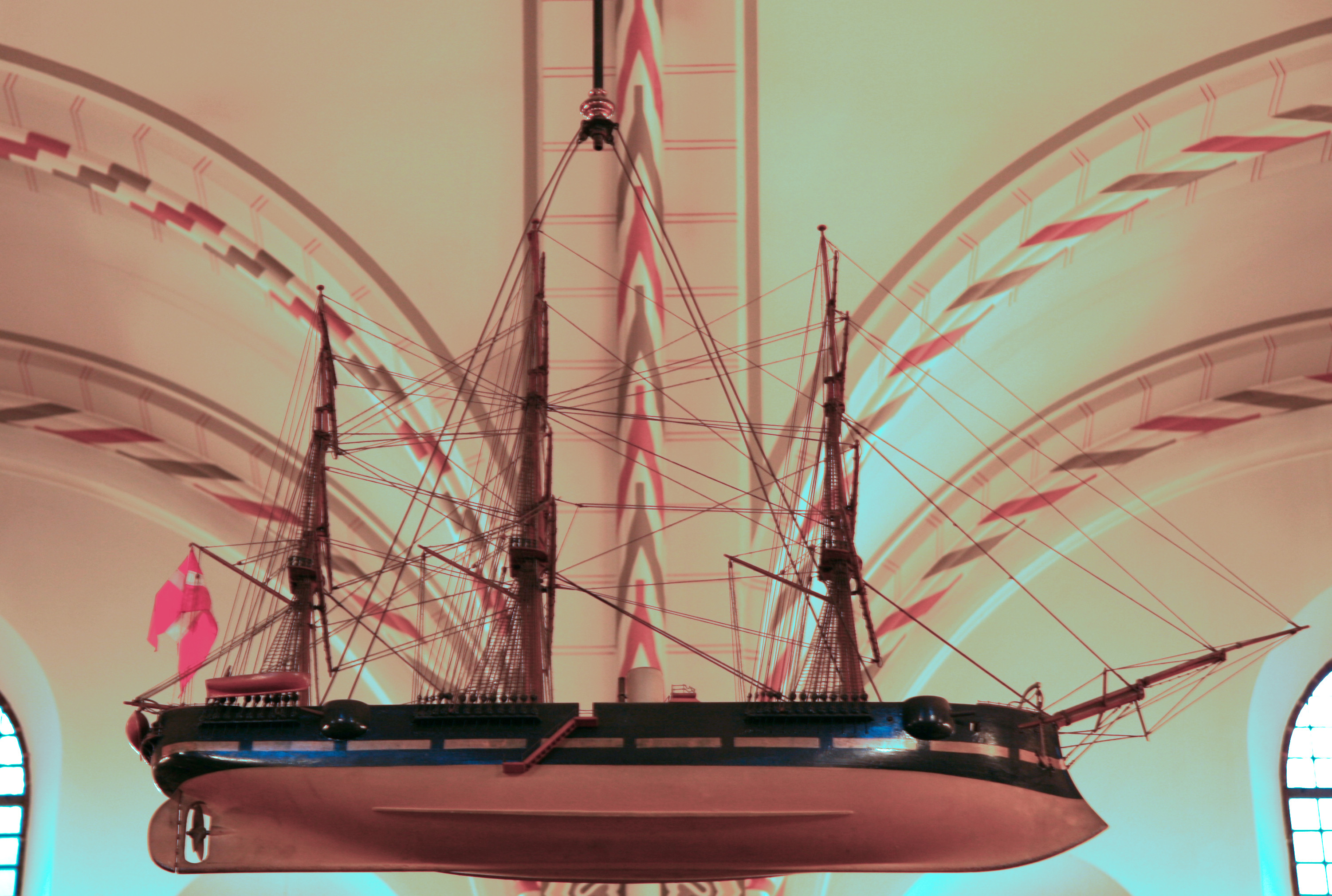
Modelschip
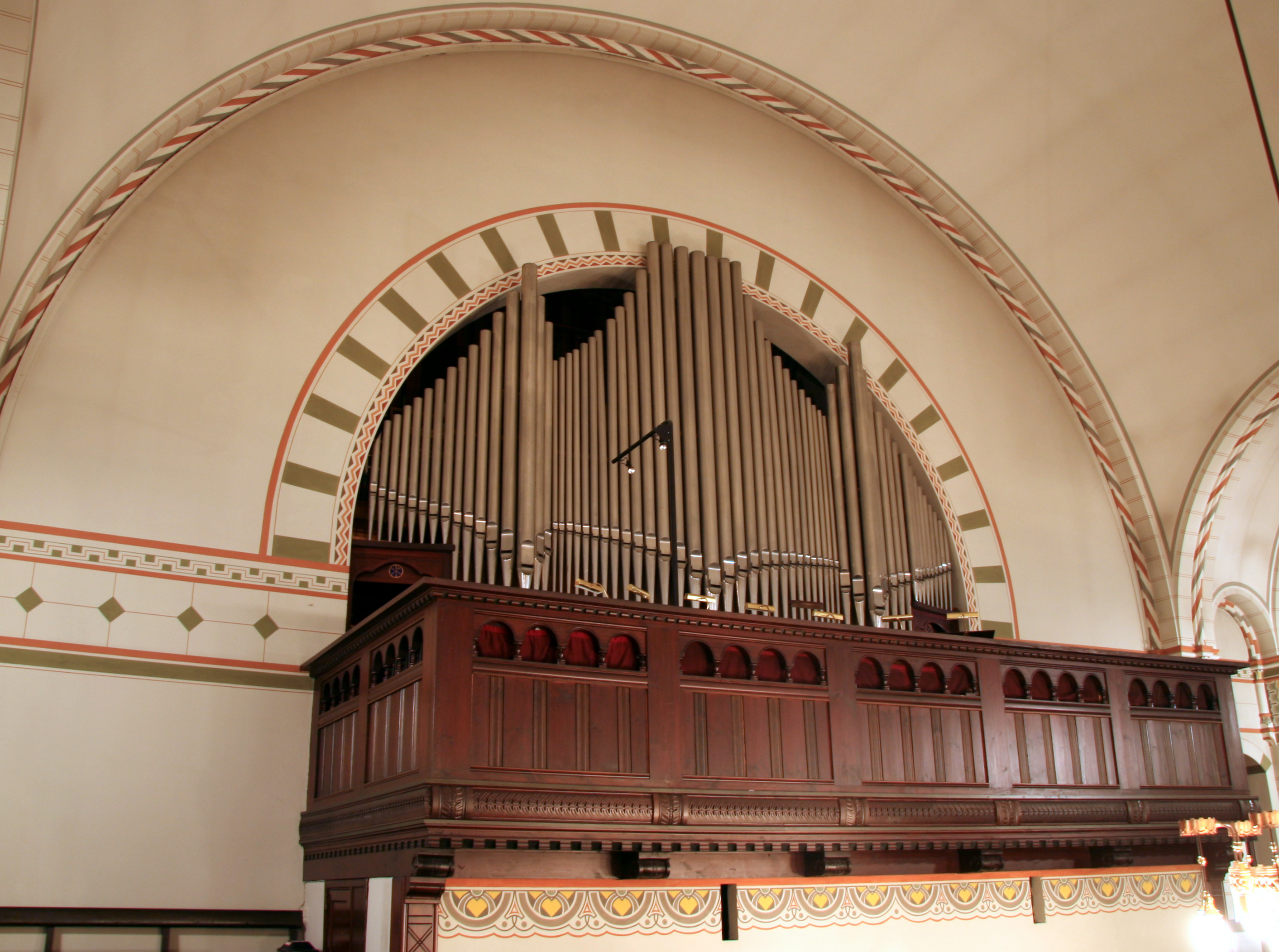
Orgel (I. Starup & Søn, 1936)